# Miconia resimoides
Miconia resimoides är en tvåhjärtbladig växtart som beskrevs av Célestin Alfred Cogniaux. Miconia resimoides ingår i släktet Miconia och familjen Melastomataceae. Inga underarter finns listade i Catalogue of Life.